# لئونارد کنیاسف
لئونارد کنیاسف (به لاتین: Leonard Kniaseff) یک کوه در فیلیپین است که در منطقه داوائو واقع شده‌است. لئونارد کنیاسف ۱٬۱۹۰ متر بالاتر از سطح دریا واقع شده‌است.